# Cyrus Rahbar
Cyrus Rahbar (* 8. Juni 1971 in Damme, Niedersachsen) ist ein deutscher Schauspieler.

## Leben

### Anfänge und Studium
Rahbar wurde als Sohn einer deutschen Mutter und eines persischen Vaters geboren. Er wuchs in Wuppertal auf, wo sein Vater sich als Arzt niedergelassen hatte. Früh interessierte er sich fürs Theater und begann seine ersten Schritte in der Freien Theaterszene Wuppertals. Er spielte unter anderem beim Kinder- und Jugendtheater Wuppertal (1987–1990), beim Jungen Podium Wuppertal (1990/91) und bei der Neuen Wuppertaler Theatergruppe (1993/94), wo er die Titelrolle in dem Theaterstück Roberto Zucco von Bernard-Marie Koltès übernahm.
Nach seinem Abitur war er als Performancekünstler unterwegs und widmete sich der Bildenden Kunst. Zudem absolvierte er ein Praktikum als Maskenbildner an den Wuppertaler Bühnen und arbeitete daraufhin 1991/92 als Maskenbildner an der Wuppertaler Oper. Außerdem besuchte er von 1991 bis 1994 die Wuppertaler Werkstatt e.V. und wurde in Ballett, Modern Dance und Stepptanz unterrichtet.
Von 1992 bis 1995 studierte Rahbar Germanistik, Literaturwissenschaft und Philosophie an der Bergischen Universität Wuppertal. Dort übernahm er 1993 für mehrere Monate auch die Leitung der studentischen Theatergruppe. Das Studium brach er ab, um sich schließlich ganz der Schauspielerei zu widmen.

### Schauspielkarriere

#### Ausbildung
An der „Freiburger Schauspielschule im E-Werk“ absolvierte er von 1995 bis 1999 eine Ausbildung zum Schauspieler. Diese beendete er 1999 mit dem Abschluss als Schauspieler mit Bühnenreife und Aufnahme in die ZAV-Künstlervermittlung (damals ZBF). Parallel zu seiner Ausbildung trat er in Freiburg bereits an den Kammerspielen im E-Werk (auch Experimentalbühne im E-Werk) auf, wo er mehrere Hauptrollen übernahm. Er spielte dort unter anderem den schüchternen, jungen Burschen Florindo in der Komödie Der Lügner von Carlo Goldoni und Tom Wingfield in dem Theaterstück Die Glasmenagerie.

#### Festengagements
Sein erstes Engagement hatte er in der Spielzeit 1998/99 am Stadttheater Baden-Baden.
Daraufhin folgte ein Festengagement an der Landesbühne Sachsen-Anhalt in Eisleben (1999–2001). In der Spielzeit 1999/00 spielte er am Theater Eisleben den Macho Lucky in dem Theaterstück Eins auf die Fresse von Rainer Hachfeld und den Pfarrer in einer Bühnenfassung des Romans Effi Briest.
Von 2002 bis 2004 war er am Theater Heidelberg engagiert. 2004 übernahm er am Theater Heidelberg die Sprechrolle des Samiel (Satan) in der Oper Der Freischütz.
Rahbar übernahm während seiner Festengagements neben den klassischen Theaterrollen häufig auch Rollen in Märcheninszenierungen sowie im Kinder- und Jugendtheater. Er spielte am Theater Eisleben unter anderem den Müller Jakob in Rumpelstilzchen, den Prinzen in Aschenputtel, Klein Klipp in Ronja Räubertochter sowie am Theater Heidelberg den Lyschko in Krabat, Slightly in Peter Pan und den Wachtmeister in Pinocchio.

#### Freier Schauspieler
Seit 2004 ist Cyrus Rahbar als freischaffender Schauspieler tätig und gastiert an Bühnen im deutschsprachigen Raum.
Er hatte anfangs Gastengagements beim „Theater am Puls“ in Schwetzingen (2004, als Sekretär Wurm in Kabale und Liebe), am „Theater Comédie Soleil“ in Potsdam (2005, als Gerichtsvollzieher Monsieur Loyal in Tartuffe), am „Theater Halle 7“ in München (Spielzeit 2005/06), am Zimmertheater Rottweil (2006, als Athos in Die drei Musketiere) und beim „Schauspiel im Denkmal“ in Koblenz (2007, als Josef Stürmer in der Uraufführung von Axel Hinz’ Theaterstück Mietshaus 1923).
2008 trat er bei den Burgfestspielen Lahneck als Don Guzman di Stibizia in Der tolle Tag oder Figaros Hochzeit auf. 2009 spielte er am Harzer Bergtheater in Thale den Faust in Faust-Saga. 2009 war er beim „Sommertheater am Alex“ als Trigorin in Die Möwe in der Klosterruine Berlin zu sehen. In der Spielzeit 2009/10 gastierte er an der Komödie am Altstadtmarkt in Braunschweig als Räuberhauptmann Rinaldo in Das Wirtshaus im Spessart.
2010 trat Rahbar bei den Burgfestspielen Bad Vilbel auf, wo er den Bastard Hermann in Schillers Schauspiel Die Räuber und den Postbeamten Rudi in der Uraufführung der Komödie Kalender-Boys von Kay Kruppa und Frank Pinkus spielte. 2011 gastierte er bei den Alzenauer Burgfestspielen als Artus in der Uraufführung des Theaterstücks Artus und die Ritter der Tafelrunde. Am Theater der Brotfabrik Berlin spielte er 2012 den Hermann Braun, die männliche Titelrolle, in einer Bühnenfassung des Fassbinder-Films Die Ehe der Maria Braun. Am „theater marameo“ in Magdeburg spielte er im Juni/Juli 2012 den Drachentöter Lanzelot in der Freilichtproduktion Der Drache von Jewgeni Schwarz. Im Sommer 2013 war er am „Theater Fact“ in Leipzig als Jude Shylock in der Sommerproduktion Der Kaufmann von Venedig zu sehen. Für das Weihnachtsmärchen Ein Schaf fürs Leben war er im Winter 2013/14 als Wolf im Theater der TUFA in Trier engagiert. Beim „NiederrheinTheater Brüggen“ spielte er im Sommer 2014 den Dottore in Carlo Goldonis Komödie Der Diener zweier Herren. Im Winter 2014 gastierte er in der Trierer Tuchfabrik als Baron Lefuet in dem Jugendstück Timm Thaler oder Das verkaufte Lachen.
Im Sommer 2015 spielte er bei den Schlossfestspielen Ribbeck die Rolle Graf Johann von Strack im Stück Amadeus. Im Winter 2015 gastierte er am Ohnsorg-Theater in Hamburg im Weihnachtsstück Das tapfere Schneiderlein. Als Vater Anton in Michel aus Lönneberga war er im Sommer 2016 auf der Freilichtbühne der Zitadelle Spandau in Berlin zu sehen. Im Frühjahr 2017 verkörperte er den Barry im Stück Ladies Night - Ganz oder gar nicht an der Volksbühne Michendorf; im Sommer 2017 spielte er diese Rolle bei den Altmühlsee-Festspielen in Muhr am See. Im Herbst 2017 verkörperte er den Michael in Ekel Alfred – ein Herz und eine Seele an der Volksbühne Michendorf. Im Januar 2018 spielte er bei der freien Theaterproduktion „PIFF!PAFF!“ im Theaterforum Kreuzberg in der Gesellschaftskomödie Der Floh im Ohr von Georges Feydeau unter der Regie von Thomas Donndorf den Doktor Finache. Im Frühjahr 2018 verkörperte er den Major von Crampas in einer Theaterfassung des Romans Effi Briest von Theodor Fontane im „Capitol Zeitz“ und im Neuen Theater Zeitz. Ende 2018 spielte er im Weihnachtsstück Pettersson, Findus und der Hahn im Korb den Petterson am Theater im Centrum in Kassel.
2019/20 trat er im Piccolo Teatro in Bremerhaven als Universitätsprofessor Frank im Zweipersonenstück Bildung für Rita von Willy Russel auf. Im November 2020 spielte er an der Volksbühne Michendorf im Märchen Der gestiefelte Kater in der Rolle des ‚Königs’. Im Herbst 2021 spielte er am „Piccolo Teatro“ in Bremerhaven in der alpinen Solo-Komödie Après Ski – Ruhe da Oben! von Klaus Eckel, für die er auch die Stückfassung für Bremerhaven verfasste, den Georg Kramer. Im Winter 2021/22 spielte er an der Volksbühne Michendorf die Rollen „Adolf Wormser“ und „Paul Kallenberg, genannt Kalle“ in Carl Zuckmayers Theaterstück Der Hauptmann von Köpenick. Im Sommer 2022 spielte er bei den Frankenfestspielen Röttingen den Don Alejandro de la Vega im Musical Zorro und den Korporal in dem Musical Das Wirtshaus im Spessart. Im Spätsommer 2022 war er in Beelitz als Tischgeselle Teil des Jedermann-Ensembles mit Julian Weigend in der Titelrolle. Im Sommer 2025 übernahm er beim „Theatersommer St. Georgen“ in Wismar in Die Dreigroschenoper den „Trauerweiden-Walter“ und den „Konstabler Smith“ unter der Regie von Holger Mahlich.
Cyrus Rahbar arbeitete bisher u. a. mit den Theaterregisseuren Martin Nimz, Annette Büschelberger, Robin Telfer, Mario Andersen, Tonio Kleinknecht, Klaus-Dieter Köhler, Hans Thoenies, Harald Demmer, Florian Burg, Alexander Ourth, Frank Grupe, Thomas Donndorf, Annekatrin Schuch-Greiff, Lars Linnhoff, Daniel Meyer-Dinkgräfe, Steffen Löser, Lars Wernecke, Patrick Rohbeck, Nicolai Tegeler und Holger Mahlich zusammen.
Seit 2022 gehört Cyrus Rahbar zum Berliner Jedermann-Ensemble von Nicolai Tegeler. 2024 gab er sein Debüt als Regisseur mit der Solo-Komödie Comeback für Noah von Thomas Rau am „piccolo teatro Haventheater“ in Bremerhaven.

### Sonstiges und Privates
Rahbar übernahm auch einige Filmrollen, hauptsächlich in Kurzfilmen. Er ist außerdem als Sprecher für Hörspiele und Hörbücher sowie als Rezitator tätig.
Von 2007 bis 2009 war er zudem Mitglied und stellvertretender Leiter des 2007 gegründeten Berliner Jazz- und Gospelchores The Melodettes.
Rahbar ist Mitglied im Bundesverband Schauspiel (BFFS) und der Genossenschaft Deutscher Bühnen-Angehöriger (GDBA) und lebt in Berlin.
Cyrus Rahbar ist der Stiefvater und Förderer des Schauspielers Benjamin Raue.

## Filmografie (Auswahl)
- 1993: Lindenstraße (Fernsehserie)
- 1993: Stadtklinik (Fernsehserie)
- 1994: Verbotene Zone (Fernsehfilm)
- 2001: Streit um drei (Fernsehserie)
- 2008: Der Fischer vom Rheinfall (Kurzfilm)
- 2013: Galileo Spezial (Dokumentation, als Leonardo da Vinci)
- 2014: Everybody dies someday (Kurzfilm)
- 2015: Drei nach Grimm (Kurzfilm)
- 2016: Lola wants to see the sea (Kurzfilm)
- 2016: Agim (Kurzfilm)
- 2017: Night Patrol (Kurzfilm)
- 2018: Der Mönch und die Finsternis (Kurzfilm)
- 2019: Emperor (Fernsehfilm)
- 2020: Ugly Utopia – A Mystical Film (Kurzfilm)
- 2022: Hope and Glory - A Mad Max Fanfilm (Kurzfilm)
- 2023: Das Küstenrevier – Neben der Spur (Fernsehserie)
- 2024: Der alte Mann und seine Geschichten aus dem Zug (Kurzfilm)
- 2024: Seewetter - via-nova-chor (Musikvideo-Kurzfilm)
- 2025: Gegenwind (Kurzfilm)
- 2025: Double Mill (Kurzfilm)